# TDD (telecomunicación)
Duplexación por división de tiempo (TDD por sus siglas en inglés) es la aplicación del método multiplexión por división de tiempo cuando la transmisión de datos se realiza en ambas direcciones, para separar las señales de ida y vuelta entre estación base o celda, y el terminal. El tiempo en el que se realiza difusión, se divide en unas ranuras de tiempo. En cada intervalo de tiempo se transmite únicamente desde una de las partes —desde el lado de la estación base o desde el lado del terminal—.

## Ventajas
Esta técnica presenta una cierta ventaja en caso de que los débitos de emisión y de recepción sean variables y asimétricos. Cuando el débito de emisión aumenta o disminuye, se le puede asignar más o menos paso de banda. 
Otra ventaja de esta técnica concierne a los terminales móviles que se desplazan a baja velocidad o están en posición fija, otra ventaja es que las rutas de radio de enlace ascendente y de enlace descendente son muy similares. En este caso, la técnica de conformación de haces es muy eficaz con un sistema TDD.

## Sistemas dúplex por división de tiempo
Este término se utiliza, en particular, en las especificaciones de 3GPP en el contexto del régimen de acceso a la red de radiocomunicaciones en los sistemas UMTS y LTE. El otro modo de acceso a la red FDD. A menudo, para evitar la ambigüedad asociada con el tipo de norma que se usa para garantizar el acceso a la red de radiocomunicaciones, se utilizan los términos" UTRAN TDD para los sistemas UMTS y eUTRAN TDD sistema LTE. La red UMTS, trabaja en el modo TDD utilizan la tecnología TD-CDMA o TD-SCDMA
Ejemplos de sistemas dúplex por división de tiempo son:
- Interfaces aéreas suplementarias UMTS 3G TD-CDMA para telecomunicaciones móviles interiores.
- La interfaz aérea de comunicaciones móviles TD-LTE 4-G , TD-SCDMA 3-G de China.
- Telefonía inalámbrica DECT
- Las redes semidúplex por conmutación de paquetes basadas en el acceso múltiple por detección de portadora , por ejemplo, Ethernet de 2 o hubs , redes de área local inalámbricas y Bluetooth , pueden considerarse sistemas de duplexado por división de tiempo, aunque no TDMA con longitud de trama fija.
- IEEE 802.16 WiMAX
- PACTOR
- Interfaz ISDN BRI U , variantes que utilizan el sistema de línea múltiplex de compresión de tiempo (TCM)
- G.fast , un estándar de línea de abonado digital (DSL) en desarrollo por el UIT-T